# Crambus carolinellus
Crambus carolinellus là một loài bướm đêm trong họ Crambidae.